# Kostel svatého Prokopa (Domamil)
Kostel svatého Prokopa je farní kostel římskokatolické farnosti Domamil, nachází se na návsi obce Domamil na mírně vyvýšeném místě. Kostel je barokně upravený s pozdně románským jádrem, je stavbou s jednou velmi protáhlou lodí s pravoúhlým závěrem s mírně excentricky umístěnou a dříve samostatně stojící hranolovou věží se zvony. Sakristie ke kostelu byla přistavěna až v době baroka. U kostela se nachází barokní sousoší svatého Jana Nepomuckého z roku 1731. Kostel je chráněn jako kulturní památka České republiky.

## Historie
Kostel je poprvé zmiňován v písemných pramenech v roce 1220. V roce 1598 proběhly přestavby kostela, kdy byl interiér kostela nově vymalován. Kostel byl v roce 1778 rozšířen o barokní sakristii a roku 1831 byla rozšířena loď kostela až k tehdy samostatně stojící věži. Věž měla být postavena snad někdy v 16. či 17. století. Roku 1846 byly do kostela zakoupeny nové varhany. V roce 1865 byl v kostele nově zbudován hlavní oltář, byl pozlacen a polychromován. V roce 1876 byla ke kostelu přistavěna předsíň. V tomtéž roce kostel získal obraz svatého Prokopa, také byla v tentýž rok navýšena věž. Věž také byla pokryta plechem a kostel dostal novou střechu z pálených tašek. V roce 1884 byly v okolí kostela vysázeny lípy a o tři roky později byla odstraněna stará kazatelna a byla postavena nová kazatelna s dřevěnou střechou. 
V roce 1909 pak byl instalován hromosvod a o rok později byl u kostela postaven kamenný kříž a v kostele byla položena cementová dlažba. O dva roky později byly do kostelní věže instalovány hodiny. Dne 28. října 1915 byly kvůli první světové válce rekvírovány dva kostelní bubny. Také byly zabaveny všechny kostelní zvony, cínové svícny, nádobí, kotlík a další nádoby. V lednu roku 1923 pak byly pořízeny dva nové zvony, 1. února téhož roku byl posvěcen jménem svatého Prokopa, 22. dubna byl vysvěcen tzv. umíráček a to jménem svatého Josefa. V roce 1925 pak byly pořízeny další dva zvony, první s vyobrazením Panny Marie a druhý s obrazem svatých Cyrila a Metoděje, svěceny byly 8. března 1925. V roce 1929 byl kostel opravován, v ten rok byly odhaleny renesanční malby pod omítkou, ty byly pak v letech 1943 a 1969 opraveny a byla provedena citlivá údržba. Malby jsou na stropě presbytáře, na čelní zdi, na vítězném oblouku a na jižní stěně kostelní lodi. V roce 1937 byla zrekonstruována věž, byly vyměněny krovy a věž byla oplechována. Během druhé světové války byly zvony opět rekvírovány a zlikvidovány, dne 22. prosince 1946 byl pořízen nový zvon (na náklady faráře Jana Slavíka) a druhý zvon pak byl zakoupen v roce 1956.
V letech 1973 až 1984 byl kostel přestavěn, byl odstraněn barokní oltář, lustry a kazatelna, interiér kostela pak byl velmi jednoduchý a skromný. Nově byly pořízeny kostelní lavice, elektrické topení a to vše pouze svépomocí a na náklady farníků. V roce 2001 pak byla rekonstruována věž, byla nově natřena, kopule věže byla pozlacena, stejně tak i křížek na kostelní věži. V témže roce byly do kopule uloženy dobové dokumenty, v kopuli měly být již původní dokumenty, ale ty se bohužel nenašly.
V roce 2012 došlo k celkové rekonstrukci kostela, byla opravena fasáda, střecha a báň kostela. Původní zlacení kostela nebylo provedeno správně a bylo nutné jej vytvořit znovu.